# Bristolská observatoř
Bristolská Observatoř, původně mlýn, nyní využíván jako rozhledna, je umístěna v parku Clifton Down blízko Clifton Suspension Bridge v Bristolu v Anglii. Budova byla vystavěná v roce 1766 jako větrný mlýn na kukuřici, později na šňupací tabák (v angličtině "snuff"), odtud známý jako 'The Snuff Mill'. Ten byl zničen požárem 30. října 1777. Poté byla budova opuštěna 52 let do roku 1828, kdy si ji William West, místní umělec, začal pronajímat za 5 šilinků (25 pencí) ročně jako svůj ateliér. 

## Camera Obscura
William West nainstaloval teleskopy a cameru obscuru, které byly používány malíři z Bristol School při tvorbě jejich maleb útesů rokle Avon Gorge a lesa Leigh Woods na druhé straně rokle. Mnoho z těchto obrazů jsou k vidění v Bristol City Museum and Art Gallery. Obrazy, které vznikly použitím camery obscury nazval 'fotogenickými kresbami' a byly založeny na práci Williama Foxe Talbota. 

## Jeskyně
West také vybudoval tunel z observatoře do St.Vincent's Cave ('Jeskyně Sv. Vincenta', také známá jako Ghyston's Cave nebo Giant's Cave – "Gystonova/Obrova jeskyně"), která se otevírá na skalním útesu St.Vincent's Rocks ve výšce 76m nad dnem rokle Avon Gorge a 27 metrů pod vrcholem útesu. Vybudování tunelu, který je 61m dlouhý, trvalo dva roky a stálo £1300, poprvé byl otevřen veřejnosti v roce 1837.
Jeskyně byla poprvé zmíněna jako kaple v roce 305 n. l. a vykopávky odhalily, že byla považována za svaté místo a úkryt v různých obdobích historie.